# Mein Stern
Mein Stern è un film del 2001 diretto da Valeska Grisebach.

## Riconoscimenti
- Torino Film Festival
  - Miglior film